# Neoxyphinus belterra
Neoxyphinus belterra – gatunek pająków z rodziny Oonopidae.

## Taksonomia
Gatunek ten opisany został po raz pierwszy w 2017 roku przez Níthomasa M. Feitosę i Gustavo Ruiza na łamach „Zootaxa”. Jako lokalizację typową wskazano Mata do Butantan w Belterra w brazylijskim stanie Pará. Epitet gatunkowy pochodzi od tejże lokalizacji.

## Morfologia
Holotypowy samiec ma 1,78 mm, a paratypowa samica 1,93 mm długości ciała. Karapaks jest jajowaty w zarysie, o lekko wyniesionej części głowowej, tępo ząbkowany na krawędziach bocznych, na tylnym brzegu zaopatrzony w dwie pary powiększonych kieszonek szczecinkowych. Jego ubarwienie jest pomarańczowobrązowe. U samców karapaks jest gładki, u samic ziarenkowany. Wysoki i w widoku przednim prosty nadustek ma niezmodyfikowaną krawędź. Kolor szczękoczułków, szczęki i wargi dolnej jest pomarańczowobrązowy. Pomarańczowobrązowe, tak długie jak szerokie sternum ma powierzchnię z dołkami. Odnóża są bladopomarańczowe. Łącznik jest rurkowaty i długi. Opistosoma (odwłok) ma bladopomarańczowe, gładkie, w przedniej części pozbawione ząbków skutum grzbietowe oraz bladopomarańczowe skutum epigastryczne i postepigastryczne.
Genitalia samicy cechują się płytką płciową o szerokim przedsionku. Nogogłaszczki samca są w całości białe, wyposażone w ciemny embolus z zesklerotyzowaną listewką proksymalną w części przednio-bocznej. 

## Rozprzestrzenienie
Pająk neotropikalny, endemiczny dla Brazylii, znany ze stanów Pará i Mato Grosso. 